# Lokale Nahverkehrsgesellschaft
Die Lokale Nahverkehrsgesellschaft (LNG), selten auch als Lokale Nahverkehrsorganisation (LNO) bezeichnet, basiert auf dem § 6 des Gesetzes über den öffentlichen Personennahverkehr (ÖPNVG) in Hessen. Sie übernimmt im Auftrag der zuständigen Behörden hoheitliche Aufgaben (im Rahmen der Daseinsvorsorge) im öffentlichen Personennahverkehr (ÖPNV).

## Rahmenbedingungen
Im Rahmen der bis 2009 gültigen rechtlichen Vorgaben des europäischen Rechts (EU-Verordnung Nr. 1191/69) zur Liberalisierung des öffentlichen Personennahverkehrs mussten Leistungen des ÖPNV grundsätzlich ausgeschrieben werden. Unter Beachtung der EU-Regelungen über öffentliche Beihilfen sowie des diesbezüglichen Urteils des Europäischen Gerichtshofes vom 24. Juli 2003 war es nur unter bestimmten, sehr eng umgrenzten Bedingungen möglich, den Betrieb des öffentlichen Personennahverkehrs ohne Ausschreibung (an den althergebrachten Betreiber, meist Stadtwerke, Nachfolgeunternehmen der Bahnbusse etc.) zu vergeben (Innenvergabe), soweit sich diese direkt oder zumindest mittelbar bei hinreichendem Einfluss im Besitz der öffentlichen Hand befinden. Vor diesem Hintergrund setzte das Land Hessen mit seinem Landesnahverkehrsgesetz 1995 als verbindliche Vorgabe die Gründung lokaler Nahverkehrsgesellschaften durch die ÖPNV-Aufgabenträger fest. Mit der Novellierung des hessischen ÖPNV-Gesetzes 2005 entfiel diese Verbindlichkeit, die Einrichtung lokaler Nahverkehrsgesellschaften (im Gesetz lediglich noch als „Nahverkehrsorganisationen“ bzw. „Aufgabenträgerorganisationen“ bezeichnet) ist seitdem eine freiwillige Aufgabe.
Mit Verabschiedung der ab 2009 gültigen Verordnung (EG) Nr. 1370/2007 über öffentliche Personenverkehrsdienste auf Schiene und Straße entfiel die EU-Verordnung Nr. 1191/69. Das deutsche Personenbeförderungsgesetz wurde 2013 an die EU-Verordnung angepasst. Im neuen Rechtsrahmen ist als Regelform alternativ die Direktvergabe oder die wettbewerbliche Vergabe von Verkehrsverträgen bzw. öffentlichen Dienstleistungsaufträgen an Verkehrsunternehmen festgelegt. Direktvergaben sind – von bestimmten Ausnahmen abgesehen – allerdings weiterhin lediglich an interne Betreiber im Besitz der jeweiligen Gebietskörperschaften bzw. von ihnen beherrscht, möglich. Die grundsätzlichen Strukturen und Funktionen der hessischen lokalen Nahverkehrsgesellschaften waren daher auch zum geänderten Rechtsrahmen kompatibel. Die genannte Verordnung wurde durch Verordnung (EG) Nr. 1370/2007 abgelöst.

## Aufgaben

### Anforderungen
Da öffentlicher Personennahverkehr meist nicht kostendeckend betrieben werden kann, ist es die Hauptaufgabe der örtlichen LNG, die gewünschten Verkehrsleistungen zu beschreiben und zu bestellen. Dabei werden nicht nur die Linienwege, sondern auch die Taktfrequenz sowie weitere Details wie etwa die Fahrzeugausstattung, Fahrgastinformation, Flexibilität usw. vorgegeben. Im Rahmen einer Ausschreibung sind dabei immer mehrere Linien zu einem Bündel zusammenzufassen, wobei dieses nachfragestarke und -schwächere Relationen enthalten soll.

### Vergabeverfahren
Die Bestellung erfolgt durch Vertragsabschluss. Dessen Inhalte sind in Hessen im § 9 des Hessischen ÖPNVG geregelt und umfassen neben den schon bei der Ausschreibung genannten Kriterien vor allem Messfaktoren für die Kontrolle der Qualität und Leistungseinhaltung sowie entsprechende Sanktionen bei Verstößen. In Umsetzung der EU-VO 1370/2007 erfolgt die Bestellung ausdrücklich im sogenannten „Besteller-Ersteller-Prinzip“. Insbesondere sind folgende Punkte im entsprechenden Verkehrsvertrag zu regeln, unabhängig von der Form der Vergabe:
- Umfang der zu erbringenden Verkehrs- und Serviceleistungen einschließlich der Angebotsgestaltung bei außerplanmäßigen Änderungen
- Qualität und Kontrolle der Leistungen des Verkehrsunternehmens, Sanktionierung von Nicht- und Schlechtleistungen sowie Anreize zur Weiterentwicklung von Angebot und Angebotsqualität
- Aufteilung der Fahrgeldeinnahmen und Höhe des finanziellen Ausgleichs entsprechend den Vorgaben der EU-VO 1370/2007

### Abstimmung mit Verkehrsverbünden
Das komplette Gebiet Hessens gehört zu Verkehrsverbünden: Der nördliche Teil zum Nordhessischen Verkehrsverbund (NVV), Mittel- und Südhessen zum Rhein-Main-Verkehrsverbund (RMV) sowie der Landkreis Bergstraße zum Verkehrsverbund Rhein-Neckar (VRN). Die jeweiligen LNGs haben ihre Angebote mit dem örtlichen Verkehrsverbund abzustimmen und zu koordinieren.

## Umsetzung
Entsprechend den gesetzlichen Vorgaben wurden hessenweit LNGs eingerichtet. Gelegentlich arbeiten diese noch unter dem Dach der örtlichen Verkehrsgesellschaft, oft als Teil der Kreis- oder Stadtverwaltung (bei kreisfreien Städten), manchmal (z. B. in Frankfurt) bilden sie aber schon eigene Gesellschaften (hier traffiQ), die nicht mehr mit dem Leistungserbringer (hier der Stadtwerke Verkehrsgesellschaft Frankfurt am Main VGF) verwoben sind.
Ein Sonderfall ist der Landkreis Bergstraße, der sich im Gebiet des Verkehrsverbundes Rhein-Neckar befindet, der sich über Teile der Länder Hessen, Baden-Württemberg und Rheinland-Pfalz erstreckt, so dass die unterschiedlichen Rechtsvorschriften der Länder zu beachten sind. Zwar unterliegt auch dieser Landkreis der gesetzlichen Verpflichtung nach hessischem Recht, eine lokale Nahverkehrsgesellschaft zu gründen, hat jedoch den Verkehrsverbund beauftragt, deren Aufgaben zu übernehmen. Da in den beiden anderen Bundesländern LNGs nicht vorgesehen sind und stattdessen der Verkehrsverbund als Aufgabenträger auftritt, wird diese „Lösung“ derzeit als ausreichend anerkannt.

## Auswirkungen

### Verkehrsunternehmen
Bedingt durch die tarifvertraglichen Regelungen ist es für die alteingesessenen Betreiber oft schwierig bis unmöglich, im Falle einer Ausschreibung zum Zuge zu kommen bzw. ohne Ausschreibung weiter beauftragt zu werden. Daher kommen bei vielen Gesellschaften Subunternehmen, deren Beschäftigte einem anderen Tarifvertrag unterliegen, zum Einsatz bzw. wurden Tochterunternehmen gegründet, die ebenfalls dem anderen Tarifvertrag unterliegen. Abhängig vom Zeitpunkt der letzten Konzessionsvergabe wurden in vielen Bereichen auch schon Leistungen ausgeschrieben, so dass z. B. die kvk (Kraftverkehr Kinzigtal) Linien in Rüsselsheim bedient, während im angestammten Gebiet heute andere Anbieter die Leistungen erbringen. In Frankfurt wurden schon Teile des Netzes ausgeschrieben, im Endzustand sollen dort alle Bündel über Ausschreibung vergeben werden.

### Fahrgäste
Grundsätzlich sollen die Fahrgäste durch die vorgegebenen Qualitätsanforderungen nicht bemerken, welcher Anbieter mit den von ihnen genutzten Verbindungen beauftragt wurde. Allerdings hat die Praxis erwiesen, dass es hier wiederholt zu Problemen kam, sei es durch mangelnde Linienkunde, unzureichende Sprachkenntnisse oder unzureichende Freundlichkeit.

## Perspektiven
Nach den neueren Urteilen des Europäischen Gerichtshofes unterliegt die Innenvergabe nicht ganz so strengen Kriterien wie vielfach zunächst angenommen. Wichtig ist hierbei unter anderem auch, dass eine Quersubventionierung innerhalb eines Unternehmens (klassischerweise bei Stadtwerken, die auch einen Energie-Sektor betreiben), nicht als wettbewerbsverzerrende Beihilfe angesehen wird. Damit eröffnen sich politische Möglichkeiten der Gestaltung. Während man in Frankfurt derzeit konsequent den Weg der Ausschreibung verfolgt, versucht man in vielen anderen Städten, zum Beispiel in Wiesbaden, die bisherigen Strukturen der stadteigenen oder stadtnahen Verkehrsgesellschaften beizubehalten.